# Ligue des chefs de section
La Ligue des chefs de section (ou Ligue des chefs de section et des soldats combattants ou encore Ligue des chefs de section Binet-Valmer) était un mouvement français d'anciens combattants nationalistes de l'entre-deux-guerres, actif surtout dans les années 1920, notamment entre 1919 et 1925.

## Fondation en 1919
Le mouvement est créé en 1919 par l'écrivain et journaliste franco-suisse maurassien Jean Gustave Binet, dit Binet-Valmer, avec l'appui de journaux comme  Le Journal auquel il collabore, La Liberté, L'Action française . Il trouve l'appui de personnalités qu'il a côtoyées avant-guerre à Paris au cercle Hoche, dont il est l'un des secrétaires. Les réunions du comité directeur se déroulent dans les locaux du cercle.
La ligue naît donc au lendemain de l'armistice du 11 novembre 1918, dans le contexte de la démobilisation des millions de soldats français qui se prolonge de longs mois, dans une période marquée par leur retour parfois difficile à la vie civile, par leur mécontentement et par des inquiétudes provoquées notamment par les révolutions russes de 1917. 
Les premiers appels de Binet-Valmer en janvier 1919 s'adressent aux chefs de section, aux sous-officiers et officiers démobilisés pour qu'ils aident les « braves gens dont ils étaient les chefs et les amis », les soldats encore sous les drapeaux en passe d'être démobilisés, avec la crainte que « ceux-là, grâce auxquels l'ordre social a été maintenu, ne deviennent des éléments de trouble » dans la mesure où ils « ont de la vigueur, s'irritent (…), songent à vaincre cette société qui ne leur fait pas, assez rapidement à leur gré, la place que mérite leur long sacrifice ». La ligue entend donc rassembler des chefs, officiers subalternes et sous-officiers qui ont combattu au front, et des simples soldats, que les chefs doivent encadrer, ce qui la distingue des grandes associations d'anciens combattants qui ne font pas cette distinction. D'où son nom complet adopté en avril 1919 : Ligue des chefs de section et des soldats combattants. Binet-Valmer obtient du ministre de la guerre que les officiers d'active puissent adhérer à la ligue, qui veut exalter « l'esprit guerrier » et « l'amitié pour le frère d'armes ».
La ligue fonde des groupes locaux dans les arrondissements parisiens, en banlieue parisienne et en province. Elle englobe à ses débuts quelques petites associations d'anciens combattants : l'Amicale des évadés, la Ligue des cheminots anciens combattants, les Combattants de l'air, les Officiers de complément de la 12e région, les Anciens combattants de la Martinique.

## Dirigeants

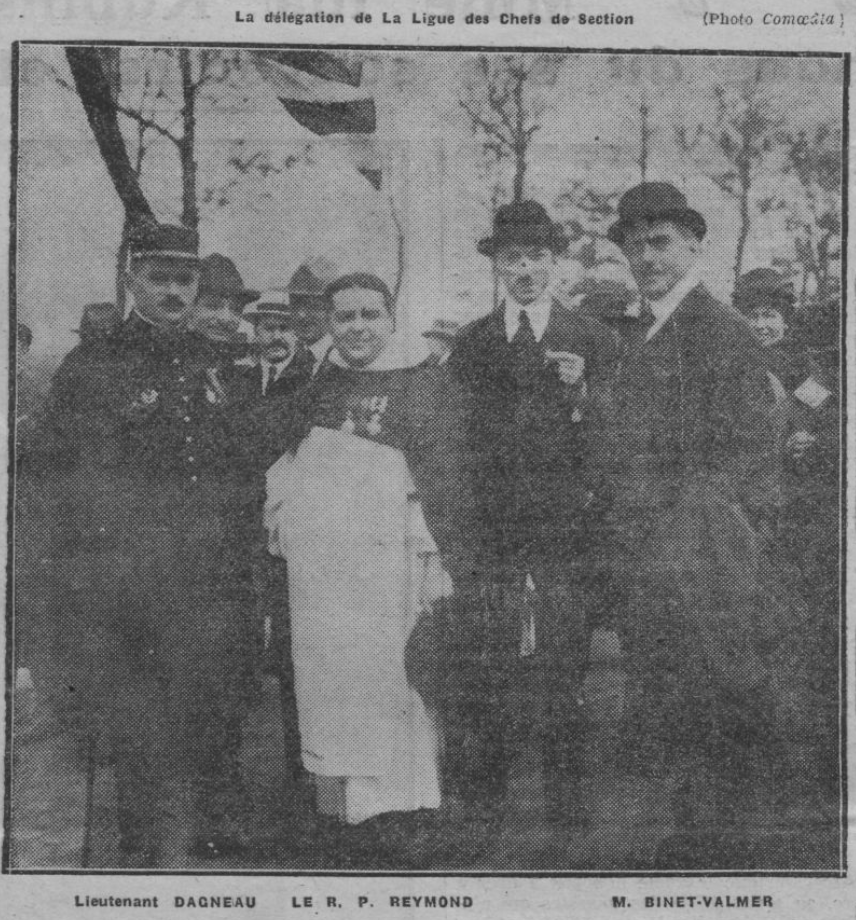
Les délégués de la Ligue des chefs de section dans Comœdia du 1er juin 1920.

La ligue a offert à Georges Clemenceau sa présidence, puis sa présidence d'honneur. Elle est dirigée de sa fondation à 1929 par Binet-Valmer. La ligue végète par la suite, avec une nouvelle direction presque entièrement renouvelée en 1930, à l'exception de Marcel Funereau et de Leeman. Elle est présidée jusqu'en 1940 par Pierre Fournier, colonel de réserve.
Ont été vice-présidents des hommes politiques tels Gaston Le Provost de Launay, de 1919 à 1922, Humbert Ricolfi, vice-président du groupe des anciens combattants à la Chambre des députés, ou Michel Missoffe. Ainsi que l'avoué au tribunal de la Seine André Wateau, commandant de réserve et futur général. Missoffe préside la fédération nationale des sociétés d'anciens chasseurs à pied à partir de 1923, Wateau est le président-fondateur (1919) de l'Union des combattants de l'air. Son secrétaire général a été jusqu'en 1927 le capitaine Maurice Ternisien. Georges Leeman lui succède en 1928. Ont été secrétaires Henri de Kerillis, de L'Écho de Paris, Joseph Delest (sergent à la fin de la guerre, titulaire de la croix de guerre), publiciste, Marcel Funereau, qui fut le plus jeune récipiendaire de la Légion d'honneur et le plus jeune capitaine de l'armée, à 21 ans (vice-président de la ligue en 1930), le capitaine de réserve Maurice Brunet, entré au comité directeur en 1924 en tant que vice-président de l'Association nationale des camarades de combat. Ont été trésoriers le marquis Raymond de Tracy, président du comité de Nevers, l'industriel James Baignières, le colonel François de Franqueville, ancien officier d'active, président du comité du 16e arrondissement. 
Ont aussi fait partie de son comité directeur l'écrivain et lieutenant de réserve Antoine Redier, Pierre Héricourt, lieutenant de réserve également, journaliste et publiciste, mutilé de guerre, ou encore Eugène Mittler, autre publiciste et journaliste, lieutenant et mutilé de guerre également.
Ce petit mouvement et son chef seraient probablement encore plus tombés dans l'oubli si Henry de Montherlant et Georges Simenon n'y avaient pas collaboré à leurs débuts. Lorsque ce dernier débarque à Paris en 1922, il commence ainsi à travailler comme garçon de course de la Ligue et pour Binet-Valmer, avant de devenir en 1923-1924 secrétaire de l'un des mécènes de cette même Ligue, le marquis Raymond Destutt de Tracy, qui vient de perdre son père et a besoin d'un secrétaire.

## Culte du souvenir et solidarité
La ligue et son président ont milité pour que la tombe du soldat inconnu soit placée à l'Arc de triomphe. 
En 1921, elle fêta l'anniversaire de la journée du 20 mars 1918, date de l'arrêt de l'offensive allemande, lors d'une réunion au Trocadéro. Sont présents à la tribune 5 maréchaux - Joffre, Pétain, Lyautey, Fayolle, Franchet d'Esperey -, le ministre des finances, le président de la Chambre des députés, plus de cent parlementaires et des généraux (Mangin, Nivelle, Maistre, Gouraud, Berdoulat). La réunion est présidée par Raymond Poincaré. Ont pris la parole Binet-Valmer, Missoffe, le député Édouard de Warren, le capitaine Pierre de la Charrière (président du comité de Tunis de la ligue), et Poincaré. Dans la journée, une délégation de la ligue est allée à la tombe du soldat inconnu, en présence d'André Maginot, ministre des pensions.
Elle a œuvré avec l'appui du Journal pour tirer de l'abandon, dans lequel elle était laissée, la clairière de Rethondes où fut signé l'armistice de 1918: son président et son actif secrétaire général, le capitaine Ternisien, ont fait appel aux souscriptions, ont fait élever un monument, ont participé à l'organisation de la cérémonie du 11 novembre 1922 à Rethondes. 
Elle a organisé des pèlerinages du souvenir sur les champs de bataille. 
Elle a fait appel à la solidarité de ses membres à ses débuts, pour aider les soldats démobilisés : placement, soins médicaux, assistance juridique, avec Michel Missoffe, avocat,, remises dans des magasins parisiens. Elle a organisé plusieurs années de suite le Noël des enfants des régions dévastées.

## Un engagement politique à droite
La ligue s'engage dès ses débuts pour l'ordre et contre le communisme : « Quel est le but de notre ligue ? Maintenir puissante, entre les chefs et les soldats, l'amitié fraternelle dont les Allemands eux-mêmes reconnaissent qu'elle nous a protégés contre le bolchevisme et sa mortelle folie. (…) Toutes les confessions sont représentées, et tous les partis que l'anarchie n'a pas contaminée. Vous voyez bien que nous ne ferons pas de politique ! ». Sa première conférence publique a d'ailleurs été un meeting anticommuniste en 1919.
À ses débuts, la ligue accueille d'anciens militants bonapartistes, comme le capitaine Paul de Cassagnac - qui s'éloigne rapidement toutefois -, Pierre Taittinger ou Gaston Le Provost de Launay, des membres de l'Action française, comme Pierre Héricourt, collaborateur du quotidien royaliste de Charles Maurras - Joseph Delest, gérant du quotidien L'Action française et militant de la ligue royaliste du même nom depuis 1905, ou le poète Joachim Gasquet, et des hommes de gauche convertis au nationalisme comme Eugène Mittler. 
Héricourt s'est fait connaître avant son adhésion et son entrée au comité directeur par son interpellation de Marcel Cachin d'une tribune de la Chambre des députés. En 1920, une polémique l'oppose dans L'Action française à Binet-Valmer au sujet du soldat inconnu, sur fond de refus (Héricourt) ou d'acceptation de la République (Binet-Valmer).
Aux yeux de la gauche et de l'extrême gauche, la ligue est réputée avoir été « une armée » au service de l'ordre bourgeois lors des grèves de 1919-1920. Dans le contexte des grèves de juin 1919, des tracts de la ligue, jetés d'un avion à Paris, appellent les ouvriers à reprendre le travail, car « tant que l'ennemi ne nous aura pas donné de garantie, toute lutte sociale, toute querelle entre Français est un crime ». Les ligueurs parisiens affirment se tenir prêts « si quelque mouvement révolutionnaire essayait de troubler l'ordre ». Dans la perspective de la journée de grève du 21 juillet 1919, annoncée puis ajournée la veille par la Confédération générale du travail (CGT), la Ligue a appelé à la « mobilisation civile en cas de grève générale ayant un but nettement révolutionnaire », contre les « grèves imposées par des émeutiers à un brave peuple de braves soldats ». La ligue fait signer à ses adhérents un formulaire dans lequel ils s'engagent soit à maintenir l'ordre, soit à remplacer les grévistes. En 1920, elle mobilise ses adhérents pour qu'ils se mettent à la disposition des services publics, et Binet- Valmer met ses adhérents au service du gouvernement,. Binet-Valmer déclare : « Nous ne sommes pas des briseurs de grève professionnels. Nous n'avons pas bougé lors de la grève des grands magasins, par exemple. Nous n'entendons intervenir que lorsque nous serons en présence d'un mouvement, comme une grève des transports, susceptible de paralyser la vie économique du pays ou d'une grève générale à forme révolutionnaire ». 
Parmi ses propositions, il y eut celle de réserver aux anciens combattants 51 % des sièges à la Chambre des députés dans la perspective des élections législatives de novembre 1919 . D'où une entente avec les dirigeants d'autres associations d'anciens combattants, notamment Gaston Vidal de l'Union fédérale (UF) et Charles Bertrand de l'Union nationale des combattants (UNC), en vue des élections législatives. Binet-Valmer appelle à constituer « la IVe République » et à s'entendre avec un groupement du même nom, le mouvement IVe République, autre appellation d'un rassemblement de rénovateurs désirant des réformes institutionnelles, le Parti républicain de réorganisation nationale. Binet-Valmer affirme : « nous sommes tous sincèrement républicains, puisque le drapeau sous lequel nous avons servi et triomphé, était tenu par des mains républicaines ». Ce qui provoque une polémique avec L'Action française`, qui déplore que leur appel se place sur le terrain explicitement républicain, ce qui revient à jeter l'exclusive sur les anciens combattants royalistes. Cela provoque l'exclusion d'un dirigeant royaliste d'un comité de la Ligue à Bourges. La ligue se contente finalement d'appeler à voter pour des « candidats patriotes, quelles que soient leurs convictions, à l'exclusion des listes qui ne contiendraient pas 50 % d'anciens combattants ». Binet-Valmer se désole ensuite qu'il n'y ait pas un véritable groupe des anciens combattants à la Chambre, et appelle, sans succès, à la formation d'un « parti des anciens combattants ».
Des dirigeants nationaux et locaux de la ligue se présentent aux élections législatives de novembre 1919. Le Provost de Launay et Pierre Taittinger sont élus députés de la Charente-Inférieure. Xavier de Magallon, président des comités des 1er et 2e arrondissements, est aussi élu député. Delest et Héricourt sont candidats sur les listes de l'AF à Paris, sans succès. Mittler, secrétaire général d'un nouveau petit parti, Démocratie nouvelle, qu'il quitte en juillet 1921, est aussi candidat, sans succès également. 
La ligue trouve l'appui à ses débuts de parlementaires anciens combattants comme Jean Ybarnégaray. Pierre Taittinger et Édouard de Warren soutiennent Binet-Valmer et sa ligue après leur élection. André Maginot intègre le comité directeur en 1920, comme aussi Taittinger, Ricolfi et Jean Fabry, lieutenant-colonel et amputé de guerre. De Warren, Maginot et Taittinger sont encore membres du comité directeur en 1925. Quelques autres députés ont adhéré à la ligue comme Maurice Bokanowski ou Marcel Habert. 
Michel Missoffe, conseiller municipal de Paris en 1919, est député de 1924 à 1928. Delest et Missoffe se sont affrontés aux législatives de 1924 à Paris, le premier étant candidat sur la liste de l'Action française, le second sur celle des modérés. Le Provost de Launay n'est pas réélu en 1924 contrairement à Taittinger, élu en région parisienne. Mittler se présente en 1924 à Paris sans succès. 
Sous les auspices de la ligue, Eugène Mittler, collaborateur de L'Écho de Paris, donne de nombreuses conférences entre 1922 et 1924 sur le traité de Versailles et pour appuyer l'occupation de la Ruhr, parfois interdites du fait de la crainte de contre-manifestations des milieux de gauche.
Sous le Cartel des gauches, la ligue adhère à la vieille Ligue des patriotes en décembre 1924, mais conserve son autonomie. Elle a adhéré pour lutter contre les « révolutionnaires », pour « barrer la route aux envahisseurs de Moscou »,. Elle organise l'année suivante un meeting contre le général Maurice Sarrail, marqué à gauche, avec Binet-Valmer, Kerillis, Missoffe et Taittinger. C'est semble-t-il le dernier meeting organisé par la ligue. 
Certains dirigeants de la ligue rejoignent les Jeunesses patriotes, fondées par Taittinger en 1924 : le capitaine Ternisien, qui devient son secrétaire général, le colonel de Franqueville, son vice-président, Misoffe, Kerillis, Brunet. Binet-Valmer assiste à un meeting des JP à Paris en 1925. Henri de Kerillis, membre du conseil national de la Fédération républicaine, se présente sans succès aux législatives de 1926, fonde la même année le Centre de propagande des républicains nationaux. Wateau le suit, et est membre du conseil d'administration de ce Centre. On y retrouve aussi Eugène Mittler. Binet-Valmer démissionne de ses fonctions en 1929 pour pouvoir rallier publiquement l'Action française.
Au lendemain du 6 février 1934, la ligue adhère au Front national regroupant les ligues nationalistes françaises. Son président, Fournier, participe en 1935 à un meeting d'association d'officiers de réserve marqués à droite.

## Sources
- Simenon à la Ligue des chefs de section : interview de Georges Simenon dans Le Magazine littéraire en décembre 1975 ().
- Binet-Valmer et Rethondes ().
- Antoine Prost, Les Anciens combattants (1914-1940), Gallimard, 2014